# Монро, Чарльз Кармайкл
Чарльз Кармайкл Монро (англ. Charles Carmichael Monro; 15 июля 1860 — 7 декабря 1929) — британский военный деятель, генерал. Участник англо-бурской и Первой мировой войн. Губернатор Гибралтара (1923—1928).

## Биография
Родился 15 июня 1860 года, учился в Шербурнской школе и королевской военной академии в Сандхёрсте, с 1879 года служил офицером во 2-м пехотном полку. Участвовал во второй англо-бурской войне, сражался в бою при Паардеберге в 1900 году. В 1907 году Чарльз Монро назначается командиром 13-й пехотной бригады в Дублине. В 1912 году становится командиром 47-й пехотной дивизии в Лондоне.

### Первая мировая война
Во главе дивизии вступает в Первую мировую войну. Во время боёв под Ипром дивизия Монро играет очень важную роль. В 1915 году Чарльз Монро назначается командиром 1-го армейского корпуса, а затем командующим 3-й британской армией. После этого генерал становится командующим Средиземноморскими экспедиционными силами британской армии.
Монро командует британскими войсками на заключительном этапе Дарданелльской операции (с октября 1915 года). В конце 1915 года короткое время руководит высадкой британских экспедиционных войск в Салониках. В 1916 году назначается командующим 1-й британской армией на Западном фронте во Франции. После этого генерал Монро становится главнокомандующим индийской армии.
В 1923 году становится губернатором Гибралтара. Умер в 1929 году, похоронен в Лондоне.